# Bomolocha polycyma
Bomolocha polycyma là một loài bướm đêm trong họ Noctuidae.